# Ansamblul Azilului din Sibiu
Ansamblul Azilului din Sibiu este un ansamblu de monumente istorice aflat pe teritoriul municipiului Sibiu. În Repertoriul Arheologic Național monumentul apare cu codul 143469.225.
Ansamblul este format din următoarele monumente:
- Azilul (multiple corpuri) (cod LMI SB-II-m-A-12049.01)
- Biserica azilului (în germană Siechenhauskirche) (cod LMI SB-II-m-A-12049.02)

Ansamblul Azilului se compune din mai multe clădiri care închid la mijloc 6 curți interioare legate între ele prin pasaje boltite înguste. Cel mai vechi corp este situat paralel cu strada Azilului și se considera că datează din sec. XIII-XIV. Clădirea prezintă, înspre curte, o loggie de la un capăt la altul, suprapusă, formată la parter din arcade simple, căzând pe pile foarte groase, iar la etaj cu deschideri mai mici, sub forma unor ferestre, dar fără sticlă, cu balustradă plină de zid.
Clădirile au fost ridicate în mai multe etape ce corespund arhitectonic stilurilor gotic și baroc.
În centrul complexului este situată biserica, construită integral din cărămidă, în formă de navă, cu un cor pătrat și sanctuar poligonal, flancat în sud de o încăpere, iar în nord de două încăperi, pe două niveluri.
Biserica Azilului a fost menționată documentar pentru prima dată în 1292. În acel an ordinul Ospitalierilor Sf. Spirit (Bruderschaft von Heiligen Geist) a amenajat aici primul spital de pe actualul teritoriu al României.
Avariată de incendiul din 1760, biserica a fost refăcută cu puternice amprente ale stilului baroc.

## Inventarul bisericii
În exteriorul Bisericii Azilului se află cel mai vechi clopot din Sibiu. Acesta datează din 1509 și poartă inscripția „ad iuva nos deus”. Are o înălțime de 112 centimetri și un diametru de 44 centimetri.
În anul 1909 biserica a fost dezafectată ca lăcaș de cult evanghelic. Inventarul mobil a fost împărțit între Biserica Sfântul Johannis și Muzeul Brukenthal.